# کاترین دومیل
کاترین دومیل (انگلیسی: Katherine DeMille؛ ۲۹ ژوئن ۱۹۱۱ – ۲۷ آوریل ۱۹۹۵) یک هنرپیشه اهل ایالات متحده آمریکا بود. او فرزند سیسیل ب دومیل کارگردان آمریکایی نیز بود. او همسر آنتونی کویین بود.
از فیلم‌های او می‌توان به آوای وحش اشاره نمود.